# 1878

## Esdeveniments
Països Catalans
- 2 de febrer, Vic: Fundació de la publicació La Veu del Montserrat, de contingut religiós i catalanista d'orientació moderada.[1]

Resta del món
- 7 d'agost, Sydney, Austràlia: Casament de Nora Robinson i Alexander Kirkman Finlay.
- 9 de gener, Humbert I esdevé rei d'Itàlia.
- 2 de febrer: el Regne de Grècia declara la guerra a l'Imperi Otomà (l'actual Turquia).[2]
- 19 de febrer, El fonògraf és patentat per Thomas Edison.
- Juny/octubre: Es publica per entregues The Suicide Club, recull de relats de Robert Louis Stevenson.

## Naixements
Països Catalans
- 6 de gener - Barcelona: Salut Borràs i Saperas, lluitadora anarquista (m. 1954).[3]
- 5 de febrer - Sabadell: Joan Vilatobà i Fígols, fotògraf i pintor català, un dels pioners del moviment pictoralista a Espanya.
- 10 de març - València: Amelia Cuñat i Monleón, dibuixant, ceramista i col·leccionista de ceràmica valenciana (m. 1946).[4]
- 11 d'abril - Barcelona: Pau Maria Turull i Fournols, escriptor i advocat català (m. 1972).[5]
- 22 de juliol - La Bisbal d'Empordà: Trinitat Sais i Plaja, metgessa catalana pionera (m.1933).[6]
- 30 d'agost - Olot: Guerau de Liost, pseudònim de Jaume Bofill i Mates, poeta català. (m. 1933)
- 8 d'octubre - Barcelona: Feliu Elias i Bracons, àlies Apa i Joan Sacs, dibuixant, caricaturista, pintor, il·lustrador i crític d'art català.
- 18 d'octubre - Barcelona: Miquel Llobet i Solés, compositor i guitarrista català (m. 1938).
- 28 d'octubre - Igualada: Emili Vallès i Vidal, gramàtic català (m. 1950).
- 30 de novembre - Barcelona: Ònia Farga i Pellicer, pianista, violinista, compositora, empresària i pedagoga catalana (m. 1936).[7]
- Palma, Mallorca: Pilar Montaner i Maturana, va ser una pintora mallorquina (m. 1961).[8]
- Barcelona: Montserrat Planella i Poletti, pintora catalana (m. 1932).[9]

Resta del món
- 11 de febrer, Kíiv, Imperi Rus: Kazimir Malèvitx , teòric de l'art i pintor ucraïnès (m. 1935)
- 16 de febrer, Pori (Finlàndia): Selim Palmgrem, compositor, pianista i director d'orquestra finlandès (m. 1951).[10]
- 19 de febrer, Kristiania, Noruega: Harriet Bosse, actriu sueco-noruega (m. 1961).[11]
- 12 de març, Capannori, Lucca, Gemma Galgani, mística venerada com a santa per l'Església catòlica (m. 1903).[12]
- 16 de març, Sevah Kuh, Mazanderan (Pèrsia):  Reza I de l'Iran va regnar com a xa de l'Iran des de 1925 fins a 1941.(m. 1944)[13]
- 25 d'abril, Wernigerode: Paul Renner, tipògraf alemany.
- 10 de maig, Berlín, Imperi Alemany, Gustav Stresemann, polític alemany, Premi Nobel de la Pau de 1926 (m. 1929).[14]
- 13 de maig, Newcastle upon Tyne: Muriel Robb, tennista britànica, campiona de Wimbledon 1902.[15]
- 5 de juny, San Juan del Río (Mèxic): Pancho Villa, revolucionari mexicà (m. 1923).[16]
- 14 de juny, Semarang, illa de Java, Indonèsia: Jeanne Beijerman-Walraven, compositora neerlandesa (m. 1969).[17]
- 27 de juny, Hong Kong: He Xiangning, revolucionària, feminista, política, pintora i poeta xinesa (m. 1972).[18]
- 4 d'agost, Manchester: Flora Drummond, sufragista britànica (m. 1949).[19]
- 9 d'agost, Enniscorthy, comtat de Wexford, Irlandaː Eileen Gray, dissenyadora de mobles, d'interiors i arquitecta (m. 1976).[20]
- 28 d'agost, Ashland (Nou Hampshire), EUA: George Hoyt Whipple, metge estatunidenc, Premi Nobel de Medicina o Fisiologia de 1934 (m. 1976).[21]
- 3 de setembre, Ealing, RU, Dorothea Douglass Lambert Chambers, tennista britànica, guanyadora en set ocasions del Torneig de Wimbledon (m. 1960).[22]
- 21 de setembre, Bremen: Clara Westhoff, escultora alemanya i dona de Rilke (m.1954).[23]
- 5 d'octubre: Arno Nadel, musicòleg, compositor, dramaturg, poeta i pintor jueu.
- 13 d'octubre, Gießen, Imperi Alemany: Bernhard Schädel, filòleg, fonetista i dialectòleg que influí molt en els filòlegs catalans contemporanis
- 15 d'octubre, Barcilona de Provença, França: Paul Reynaud, polític francès i president del Consell des ministres el 1940 (m. 1966).[24]
- 7 de novembre, Viena: Lise Meitner, física austríaca d'origen jueu, nacionalitzada sueca (m. 1968).
- 8 de novembre, Carmarthen, Gal·les, Regne Unit: Dorothea Bate, paleontòloga britànica, pionera en arqueologia (m. 1951).[25]
- 16 de desembre, Berna, Suïssa: Gertrud Woker, bioquímica suïssa que denuncià les armes químiques.[26]
- 18 de desembre, Gori, Geòrgia, Imperi Rus: Ióssif Stalin, primer Secretari General del Partit Comunista de la Unió Soviètica entre els anys 1922 i 1953.
- 28 de desembre, Nàpols: Riccardo Tagliacozzo, violinista italià.

## Necrològiques
Països Catalans
- 2 de maig - Sabadell: Felip Benessat i Bayés, farmacèutic, químic, taxidermista i sacerdot català.

Resta del món

- 9 de gener - Víctor Manuel II, rei i fundador del Regne d'Itàlia modern.
- 24 de gener - La Haia (Països Baixos): Pieter Bleeker, metge i ictiòleg
- 7 de febrer - Palau Vaticà, Roma (Itàlia): Pius IX, 255è Papa de l'Esglèsia Catòlica (n. 1792).[27]
- 28 de maig - Richmond Park, Surrey, (Anglaterra): Lord John Russell, polític anglès, Primer Ministre del Regne Unit (n. 1792).[27]
- 26 de juny - Madrid: Maria de la Mercè d'Orleans, reina d'Espanya, casada amb Alfons XII (n. 1860).[28]
- 22 d'agost - Le Havre, França: Maria Cristina de Borbó-Dues Sicílies, reina consort d'Espanya (1829-33) i regent (1833-40) (n. 1806).[29]
- 22 de setembre - Tòquio (Japó): Shigeru Yoshida (吉田 茂 Yoshida Shigeru), diplomàtic i polític japonès que va exercir de Primer Ministre del Japó de 1946 a 1947 i de 1948 a 1954.(m. 1967).[30]
- Görbersdorf, Silèsia: Louise Harriers Wippern, soprano alemanya.